# Bertha Wehnert-Beckmann

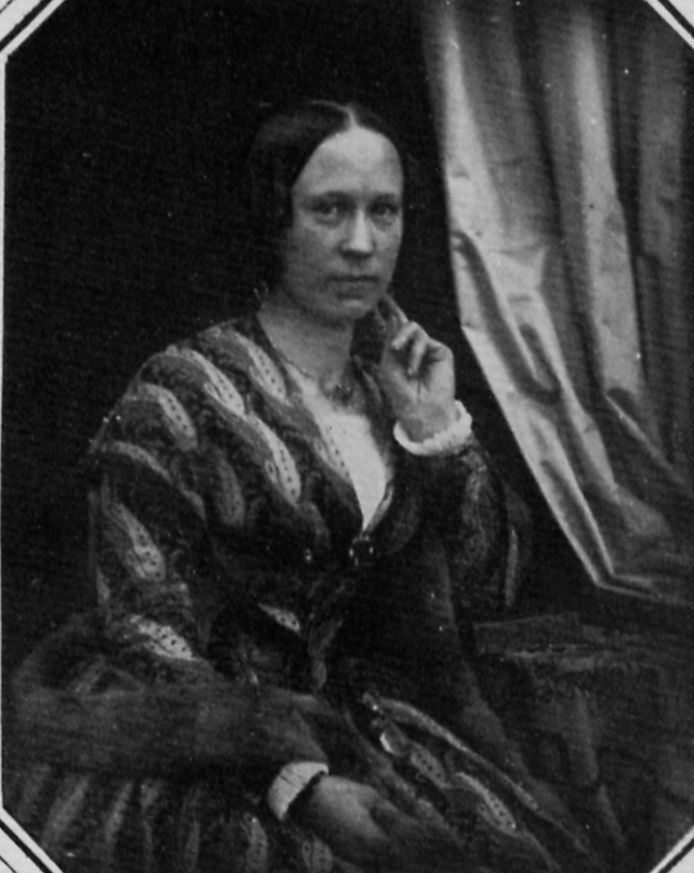
Bertha Wehnert-Beckmann, aufgenommen um 1850

Bertha Wehnert-Beckmann (* 25. Januar 1815 in Cottbus als Bertha Beckmann; † 6. Dezember 1901 in Leipzig) war eine deutsche Fotografin. Sie war 1842 die erste Berufsfotografin Deutschlands, die ihr eigenes Fotoatelier eröffnete.

## Leben
Bertha Beckmann wurde 1815 in Cottbus geboren; ihr Vater war Schneidermeister. Zwischen 1839 und 1843 lebte sie in Dresden. Nach neuesten Erkenntnissen daguerreotypierte sie im Herbst 1842 in Prag bei Wilhelm Horn. Wahrscheinlich hatte sie sich selbst schon vorher die neuartige Technik beigebracht. Anfang Dezember 1842 bot sie als erste Berufsfotografin Europas ihre Dienste in Dresden an, danach ging sie als wandernde Daguerreotypistin auf Tour. Auch mit selbstgemachter Handwerkskunst, etwa Gesteck-Bildern aus Gewürzen und Wachs, verdiente sie sich ein Zubrot.
Sie heiratete Ende 1845 den Leipziger Daguerreotypisten Eduard Wehnert (1811–1847), mit dem sie schon vorher ein gemeinsames Fotoatelier auf der Burgstraße in Leipzig eröffnet hatte. Zwei Jahre später verstarb ihr Mann und sie führte das Geschäft mit Unterstützung ihrer zwei Brüder, später auch weiterer Gehilfen, fort.
1849 unternahm sie eine Reise nach New York, wo sie ein kleines Atelier auf dem Broadway einrichtete. Sie empfing politische Größen der USA, darunter Präsidenten Millard Fillmore, Senator Henry Clay und Senator Sam Houston; aber auch Künstler und Musiker wie Jenny Lind und deren Gefolge. Vom American Institute wurde ihr 1850 ein „Diplom für besondere Verdienste um die Porträtphotographie“ und 1851 eine Silbermedaille verliehen.
Zuvor unbekannt war ihre Pionierrolle, die sie im Bereich der Papierfotografie in den USA eingenommen hat und die in dem Buch „A German Lady“ detailliert dargestellt wurde. Die aufgefundenen Kalotypien aus den Jahren 1850/51, die in New York entstanden, dürfen als sensationell bezeichnet werden. Nach ihrer Rückkehr im Herbst 1851 entwickelte sie ihr Geschäft in Leipzig zum wichtigsten Atelier der Stadt. 1854 eröffnete sie in Leipzig die erste Stereoskopenausstellung im deutschsprachigen Raum. Bis 1860 war sie die einzige fotografierende Frau der Welt, die Aktaufnahmen anfertigte.

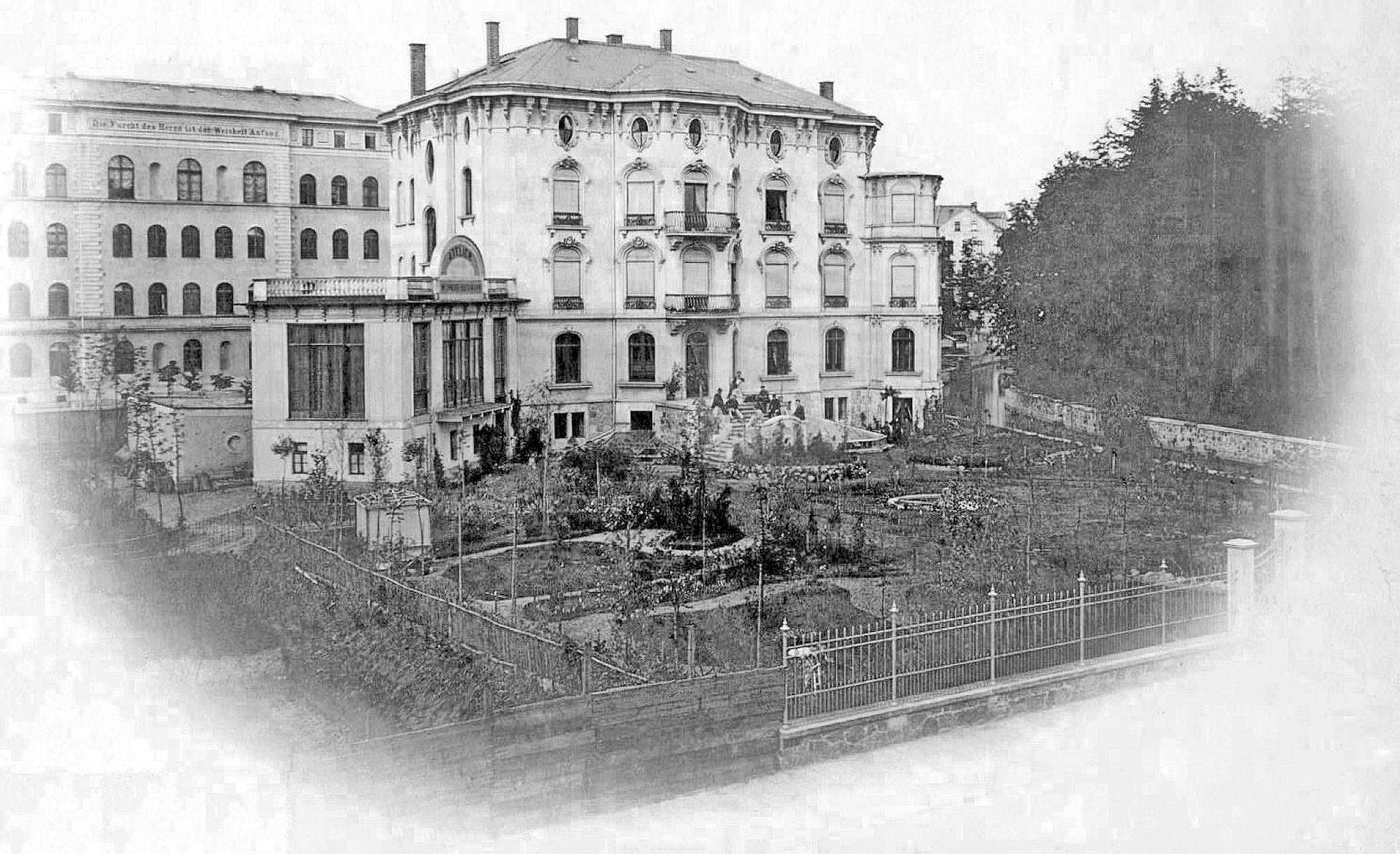
Wohnhaus Berta Wehnert-Beckmanns und fotografisches Atelier (linker Anbau), Foto von ihr selbst (1866)

1866 ließ sie auf ihrem Grundstück am Elstermühlgraben in der Elsterstraße 38 ein neues Atelier und eine Villa errichten. Die Villa ist erhalten geblieben, das Atelier wurde bereits 1883 zu Wohnzwecken umgebaut, ist aber in seiner Form noch gut zu erkennen. Erst im Jahr 1882 setzte sich Bertha Wehnert-Beckmann zur Ruhe.
Wehnert-Beckmann ist die erste Berufsfotografin der Welt, von der sich ein fotografisches Œuvre nachweisen lässt. Über 4000 Bildnisfotografien (Daguerreotypien, Kalotypien, Kollodiumnegative) sind bis jetzt bekannt.